# Bývalý statek v Bažanovicích
Bývalý statek v Bažanovicích, polsky Zespół dworski w Bażanowicach nebo Dawny folwark w Bażanowicach, se nachází u silnice ve vesnici Bażanowice ve gmině Goleszów v okrese Těšín ve Slezském vojvodství v jižním Polsku.

## Galerie

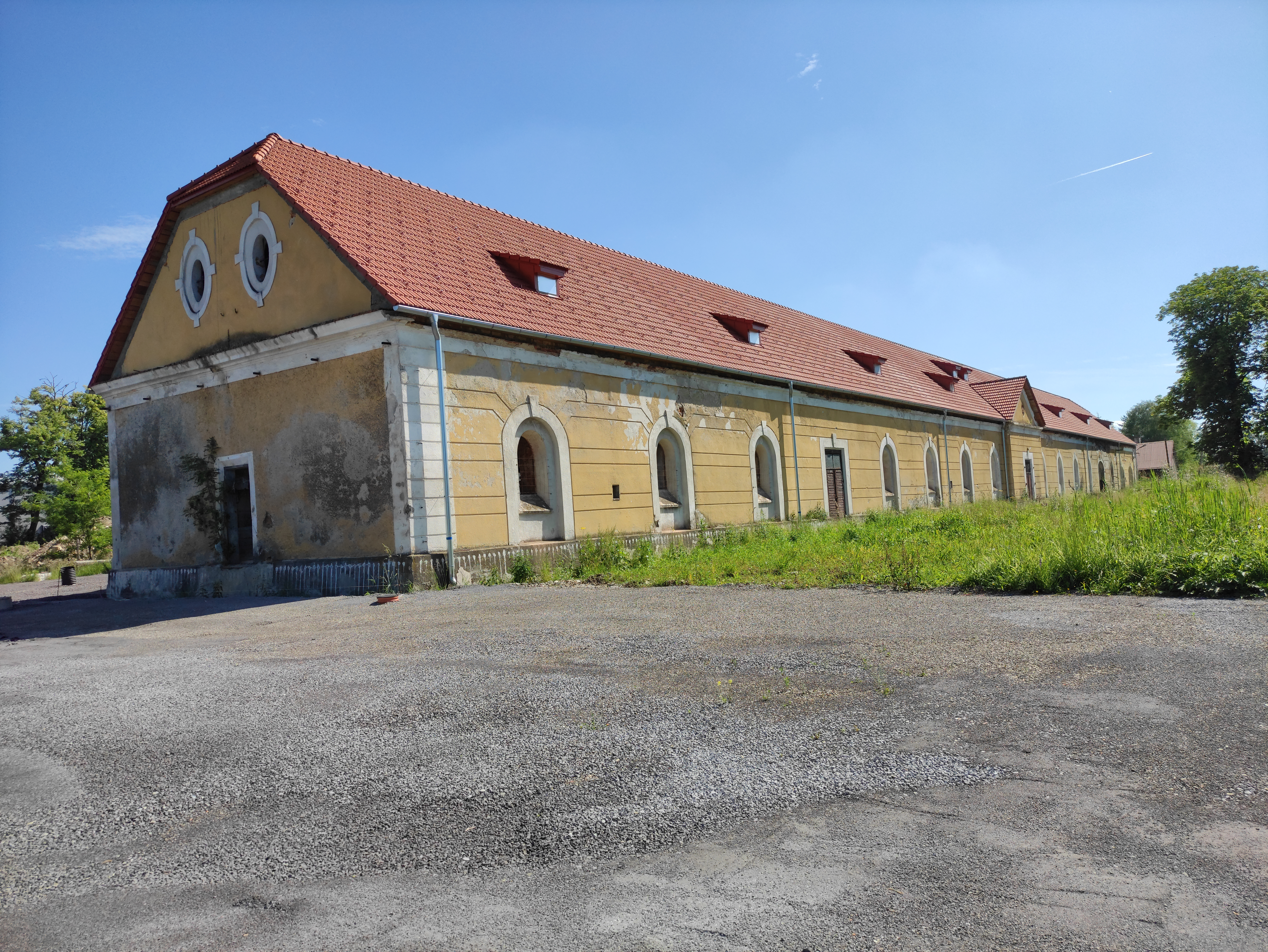
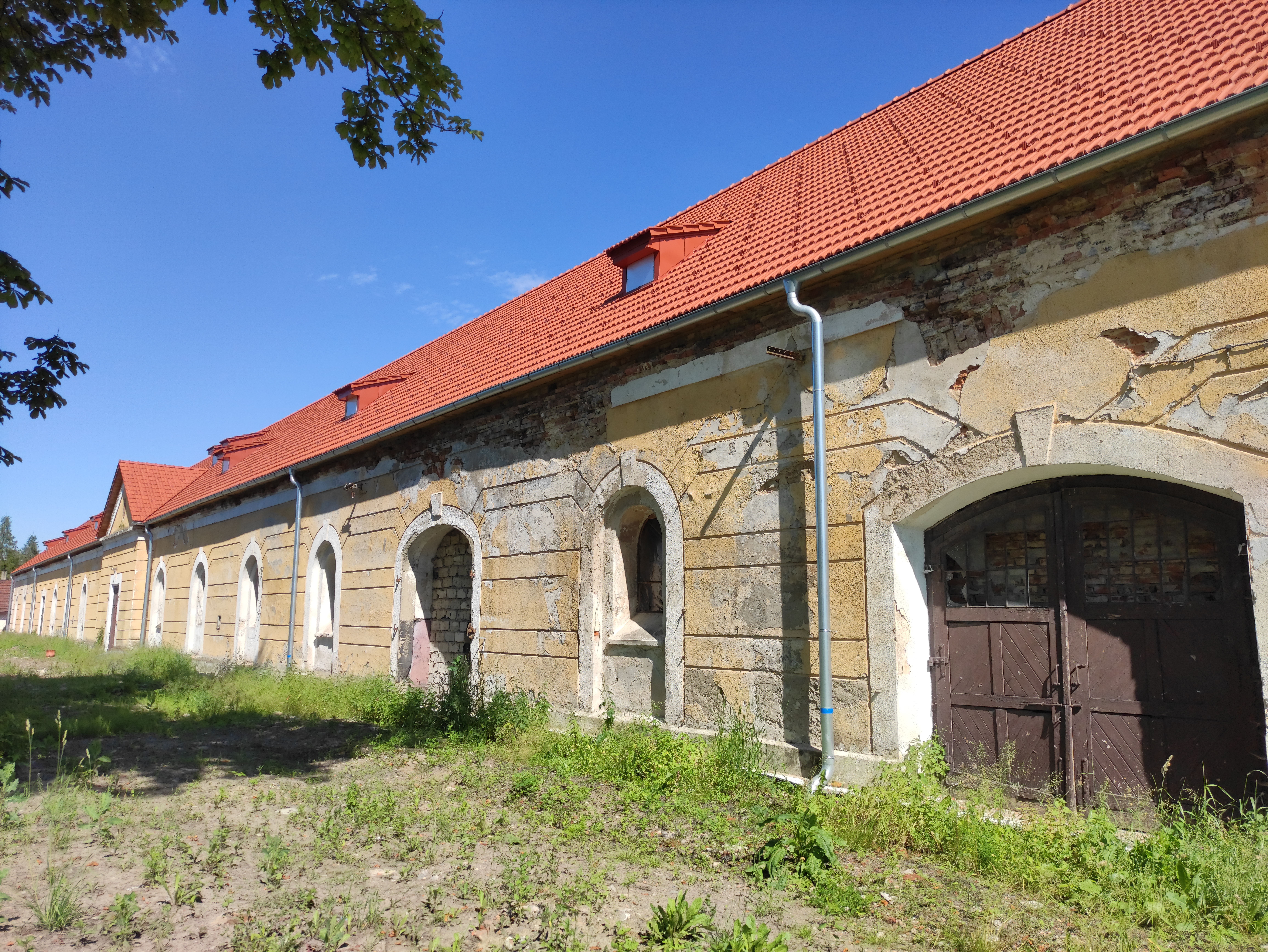
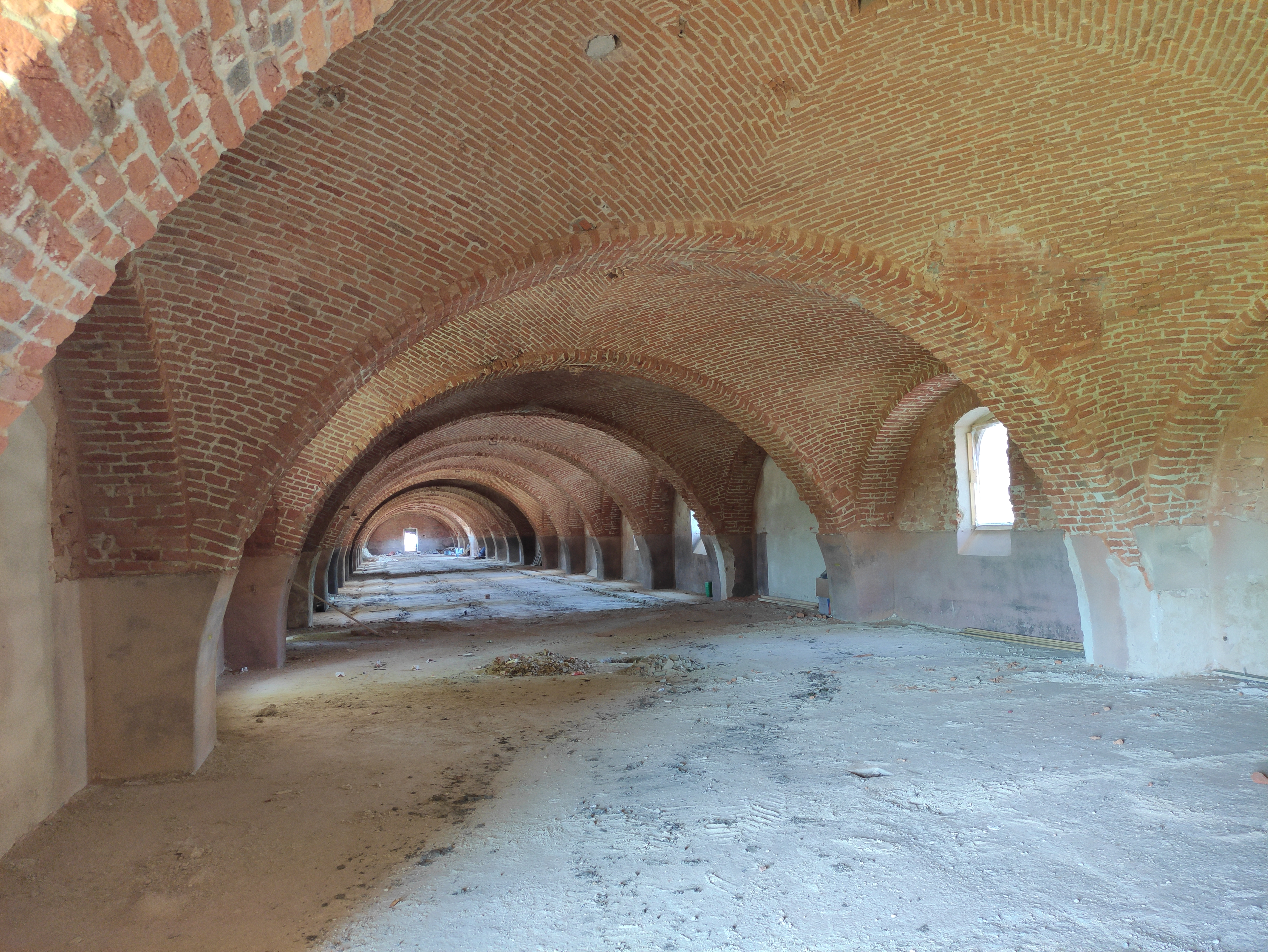
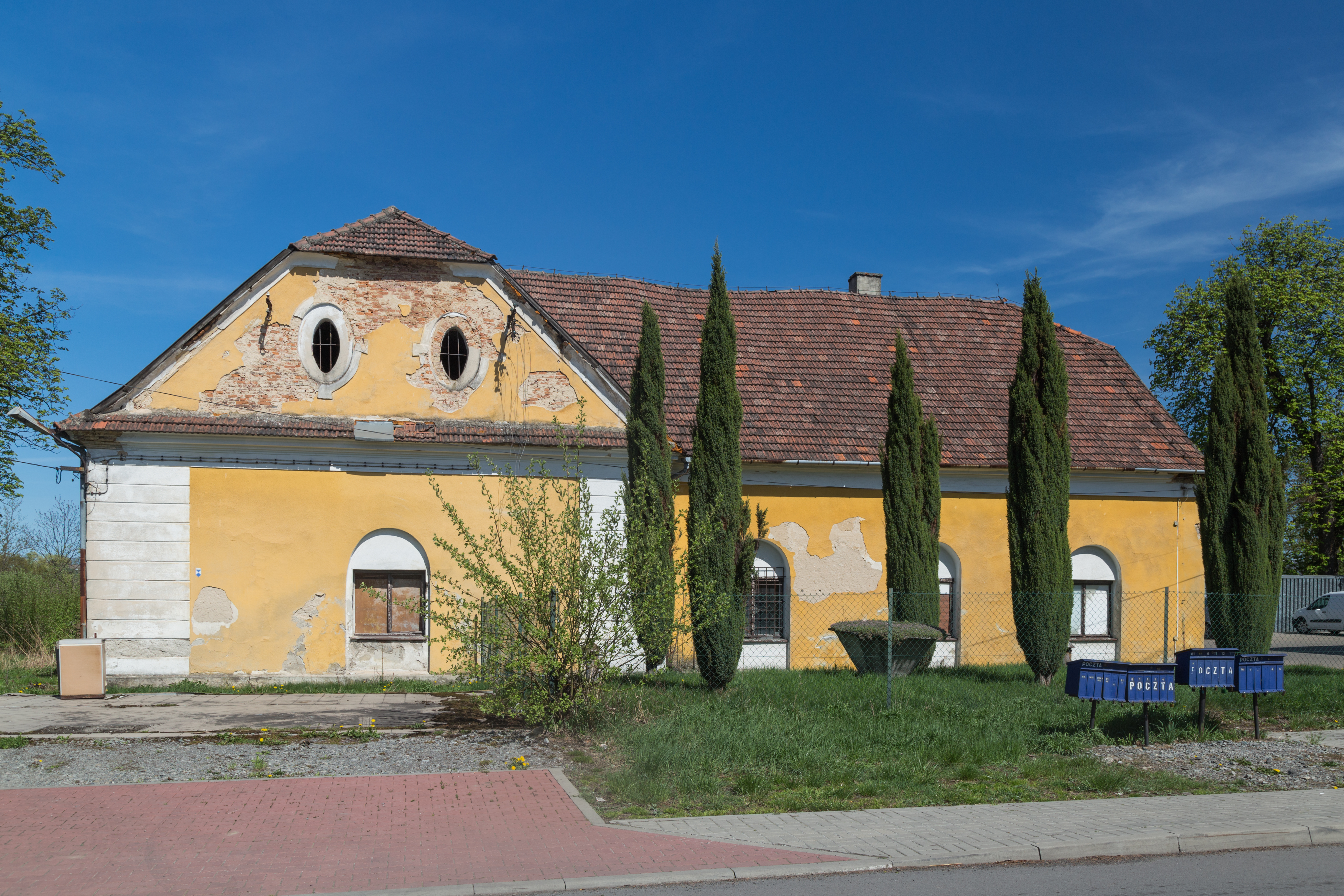

## Další informace
Bývalý statek v Bažanovicích je soubor několika zděných hospodářských budov se stropní klenbou pocházejících z přelomu 18. a 19. století. Byl součástí majetku Těšínské komory (Komora Cieszyńska) patřící Habsburkům a po opětovném vzniku Polska (tzv. druhá Polská republika) roku 1918, se stal majetkem státu. Součástí jsou také další zbytky hospodářských budov, zámečku a parku se sochou Jana Nepomuckého. Objekt je památkově chráněn od 11. července 1986 a evidován pod značkou A/444/86. Od roku 2019 je vlastníkem budovy Ośrodek Badań Oświaty Rozwoju i Analiz w Cieszynie (ve zkratce OBORA). I v roce 2022 stále pokračují renovace stavby.